# Овсяная каша
Овся́ная ка́ша (или овся́нка) — каша из овсяной крупы (дроблёной или недроблёной, плющеной, овсяных хлопьев или толокна).

## Описание
Традиционной основой для овсяной каши является крупа — как пропаренная недроблёная, так и плющеная шлифованная. Время варки колеблется от часа (для цельных ядер) до получаса (для плющеной крупы). Готовая каша имеет серовато-белый цвет. За время приготовления крупа увеличивается в объёме как минимум в 4 раза.
Современные потребители при приготовлении овсяной каши чаще делают выбор в пользу овсяных хлопьев — сильно расплющенных, довольно тонких зёрен овса, для заваривания которых требуется минимум времени (зачастую достаточно залить кипятком). Чем тоньше хлопья — тем дальше они от цельного природного зерна, тем быстрее они усваиваются и тем выше их гликемический индекс.

## История
Это блюдо традиционно было распространено в Шотландии, Скандинавии и на Руси, у восточных славян, которые варили кашу как на воде, так и на молоке. В последние десятилетия набирает популярность и в других странах как сытный и полезный завтрак. Овсяная каша, будучи богата бета-глюканом, медленно отдаёт организму калории и, соответственно, энергию, позволяя дольше чувствовать себя сытым после завтрака.
В Соединённых Штатах с 1901 года популяризацией овсяной каши и хлопьев занимается корпорация Quaker Oats. В 1980-е гг. этот и другие американские производители стали добавлять к хлопьям овсяные отруби, которые гораздо богаче микроэлементами и клетчаткой, чем обычная крупа из очищенного зерна. Высокое содержание клетчатки в отрубях способствует ускоренному снижению уровня холестерина в крови.
В Советском Союзе овсяные хлопья поступали в продажу под торговой маркой «Геркулес» (в том числе в упаковке с изображением крепкого ребёнка с ложкой в руке).
В 2020 году овсяные хлопья покупали 50 % отслеживаемых домохозяйств в России, а овсяную крупу — нишевый продукт, покупали около 2 % домохозяйств. Всего в России продовольственного овса выращивается около 300 000 тонн.

## Ингредиенты каши
Помимо овса и воды, ингредиентами овсяной каши могут быть сахар, соль, молоко, кефир, масло, варенье, мёд, сухофрукты, корица, орехи и даже сыр. Чтобы разнообразить завтрак, кашу можно украсить ломтиками свежих фруктов (например, дольками банана или зёрнами граната) или предварительно размороженными ягодами.
Если в готовые завтраки не добавлялись соль и сахар, овсяная диета может оказаться благотворной для предотвращения развития гипертонии и диабета.

## Технология производства
Овсяная каша готовится из овсяных хлопьев. Овсяные хлопья получают из овсяной крупы, вырабатываемой из пригодного для использования в продовольственных целях овса. Овсяная крупа бывает недроблёная и плющеная. Недроблёная овсяная крупа получается из прошедшего пропаривание, шелушение и шлифование овса. Плющеная овсяная крупа получается из недроблёной овсяной крупы, прошедшей пропаривание. В технологическом процессе производства хлопьев может предусматриваться исходным продуктом зерно (полная схема) или крупа (короткая схема). Основные процессы производства хлопьев: подготовка овса (очистка от сора, сортировка крупной фракции, промывка, пропаривание, сушка, охлаждение); получение крупы (обрушивание овса (шелушение в обоечных машинах), очистка, пропаривание, отлежка); получение хлопьев (расплющивание, охлаждение, упаковывание).
Крупу измельчают получая мелко-, средне- или крупнорезаную крупу для овсянки. Резаный овёс может получаться мелким и содержать раздробленные в процессе шелушения ядра (эти кусочки могут быть пропарены и уплощены для производства более маленьких овсяных хлопьев).
Овсяные хлопья — это пропаренная и уплощённая овсяная крупа. Цельнозерновые хлопья могут быть большой толщины и для приготовления каши требуется продолжительная варка. Овсяные хлопья быстрого приготовления получают из крупы, нарезанной на маленькие кусочки перед пропариванием и расплющиванием. Растворимая овсяная каша уже приготовлена и высушена, часто с подсластителем, таким как сахар, и вкусовыми добавками.

## Другие завтраки на основе овса
- Мюсли — смесь овсяных хлопьев с орехами и сухофруктами
- Гранола — овсяная крупа, запечённая с орехами и мёдом до хрустящей корочки